# Łucja Cieślak
Łucja Cieślak (zm. 2023) – profesor doktor habilitowany. 
Urodziła się w Siemianowicach Śląskich. Jej nauka została przerwana przez II wojnę światową, ale udało jej się zdać maturę w 1947 roku. Na początku kariery zawodowej pracowała jako nauczycielka w szkole podstawowej w rodzinnym mieście, równocześnie kontynuując naukę w liceum pedagogicznym. W latach 50. XX wieku kształciła się na Wydziale Mechanicznym Politechniki Śląskiej w Gliwicach. Podczas studiów otrzymała stypendium naukowe im. Mikołaja Kopernika. W 1956 roku zakończyła studia, zdobywając dyplom. Po ukończeniu studiów pozostała na uczelni, gdzie w roku 1962 z powodzeniem obroniła pracę doktorską. Pięć lat później osiągnęła stopień doktora habilitowanego, a jej wkład w dziedzinie nauki został doceniony poprzez mianowanie na stanowisko docenta. W maju 1972 roku otrzymała tytuł profesora nadzwyczajnego. W roku 1987 awansowała na stanowisko profesora zwyczajnego.
W ramach swojej aktywności zawodowej na uczelni pełniła różnorodne role, obejmując stanowisko prodziekana ds. studenckich Wydziału Mechaniczno-Technologicznego (1967–1970), kierownika Katedry Metaloznawstwa (1969–1971), oraz dyrektora Instytutu Metaloznawstwa i Spawalnictwa (1971–1985).

## Przygoda z morzem
12 października 1973 roku została matką chrzestną statku Politechnika Śląska.  Cztery lata później od stycznia do maja 1977 roku przebyła na statku 52 tysiące mil pokonując trasę: Holandia - RPA - Singapur - Japonia - Indie - Egipt - Świnoujście. Rejs miał aspekt naukowy. Cieślak przeprowadzała obserwacje i badania na ponad 50 rodzajach blachach i rur. Obserwowano również zachowanie się farb okrętowych w różnych strefach klimatycznych.

## Dorobek
Posiadając około 150 publikacji, zarówno krajowych, jak i międzynarodowych, Cieśla napisała również książkę i siedem skryptów. Ponadto, posiadała dwadzieścia patentów, a jej wkład w dziedzinę nauki został uhonorowany wieloma nagrodami. Dodatkowo, pełniła rolę promotora trzynastu przewodów doktorskich. Napisała także opinie do 15 rozpraw doktorskich, 2 habilitacyjnych i 1 wniosku o nadanie tytułu profesora. 

## Odznaczenia
W uznaniu jej osiągnięć w dziedzinie pracy naukowej, dydaktycznej i organizacyjnej, otrzymała 5 nagród indywidualnych oraz 4 nagrody zespołowe przyznane przez Ministra Szkolnictwa Wyższego i Techniki oraz Ministra Edukacji Narodowej. Dodatkowo, zdobyła nagrodę zespołową Ministra Przemysłu Ciężkiego II stopnia, nagrodę Komitetu Nauki i Techniki, nagrodę NOT II stopnia, a także kilkanaście nagród przyznanych przez JM Rektora Politechniki Śląskiej. Jej zasługi zostały również uhonorowane wysokimi odznaczeniami państwowymi, resortowymi, uczelnianymi i innymi. Wśród nich znajdują się m.in. Krzyż Oficerski i Kawalerski Orderu Odrodzenia Polski, Złoty Krzyż Zasługi, Medal Komisji Edukacji Narodowej, Złota i Srebrna Odznaka Zasłużonego w Rozwoju Województwa Katowickiego, Odznaka 25-lecia Gliwic, Odznaka „Racjonalizator Produkcji”, Złote Odznaki ZNP i AZS, Odznaka Honorowa ZSP, Złota Odznaka Zasłużonego Pracownika Morza oraz Medale 25, 40 i 60-lecia Politechniki Śląskiej, Medal 60-lecia Wydziału Mechanicznego, a także Odznaka i Dyplom uznania za szczególne zasługi dla Politechniki Śląskiej.

Pochowana została 16 stycznia 2023 roku o godz. 12:00 na Cmentarzu Centralnym w Gliwicach.